# Nœud lymphatique inguinal
1. inguinal superficiel superomédial

2. inguinal superficiel superolatéral

3. inguinal superficiel inférieur

Les nœuds lymphatiques inguinaux sont des ganglions lymphatiques dans la région inguinale (aine). Situés dans le triangle fémoral, ils sont classés en deux groupes : les nœuds lymphatiques superficiels et les nœuds lymphatiques profonds.
On compte dix nœuds lymphatiques inguinaux superficiels. Ils drainent vers les nœuds lymphatiques profonds. Les nœuds inguinaux superficiels peuvent atteindre une longueur de 2 cm.
On compte trois, quatre ou cinq nœuds lymphatiques inguinaux profonds. Ils drainent en direction du haut du corps vers les nœuds lymphatiques iliaques.